# Narath
Narath là một thị trấn thống kê (census town) của quận Kannur thuộc bang Kerala, Ấn Độ.

## Nhân khẩu
Theo điều tra dân số năm 2001 của Ấn Độ, Narath có dân số 12.553 người. Phái nam chiếm 48% tổng số dân và phái nữ chiếm 52%. Narath có tỷ lệ 80% biết đọc biết viết, cao hơn tỷ lệ trung bình toàn quốc là 59,5%: tỷ lệ cho phái nam là 84%, và tỷ lệ cho phái nữ là 76%. Tại Narath, 12% dân số nhỏ hơn 6 tuổi.